# 지우베르투 히베이루 곤사우베스
지우베르투 히베이루 곤사우베스 (1980년 9월 13일 ~ )는 브라질의 전 축구 선수이다.

## 통계
| 브라질 | 브라질 | 브라질 |
| 연도   | 출전   | 골     |
| ------ | ------ | ------ |
| 2003   | 4      | 1      |
| 합계   | 4      | 1      |